# Ісмаїлов Інгілаб Алекпер-огли
Інгілаб Алекпер огли Ісмаїлов (азерб. İnqilab Ələkbər oğlu İsmayılov; 24 лютого 1962, Ходжали — 12 червня 1992, висота Дашбаши, Агдамський район) — азербайджанський поліцейський, Національний герой Азербайджану.

## Біографія
Інгілаб Ісмаїлов народився 24 лютого 1962 року в селі Ходжали НКАО Азербайджанської РСР. У 1979 році закінчив середню школу і через два роки був покликаний в армію. Закінчив Харківську школу прапорщиків. У 1984 році повернувся в Ходжали, де працював трактористом на радгоспі.
У 1990 році влаштовується на роботу в Ходжалинське відділення поліції. У роки Карабаської війни вірменські військові підрозділи взяли Ходжали (див. статтю «Ходжалинська різня»). Ісмаїлову вдалося вивести деяке число мирних жителів з міста. Свою сім'ю Інгілаб Ісмаїлов розмістив в Огузькому районі, а сам повернувся на фронт. Інгілаб продовжив службу в Агдамському відділенні поліції. Загін Ісмаїлова обороняв прилеглу висоту Дашбаши.
12 червня 1992 року висота Дашбаши атакована вірменськими силами, але утримана загоном Ісмаїлова. В ході битви сам Інгілаб Ісмаїлов загинув.
На момент загибелі був одружений. Залишилося двоє дітей.
Указом президента Азербайджанської Республіки № 264 від 8 жовтня 1992 року Ингилабу Ісмаїлову посмертно присвоєно звання Національного героя Азербайджану.
Одна із вулиць міста Баку носить ім'я Ісмаїлова. На фасаді одного з будинків по вулиці встановлена меморіальна дошка Ісмаїлова.